# Burg Maienfels

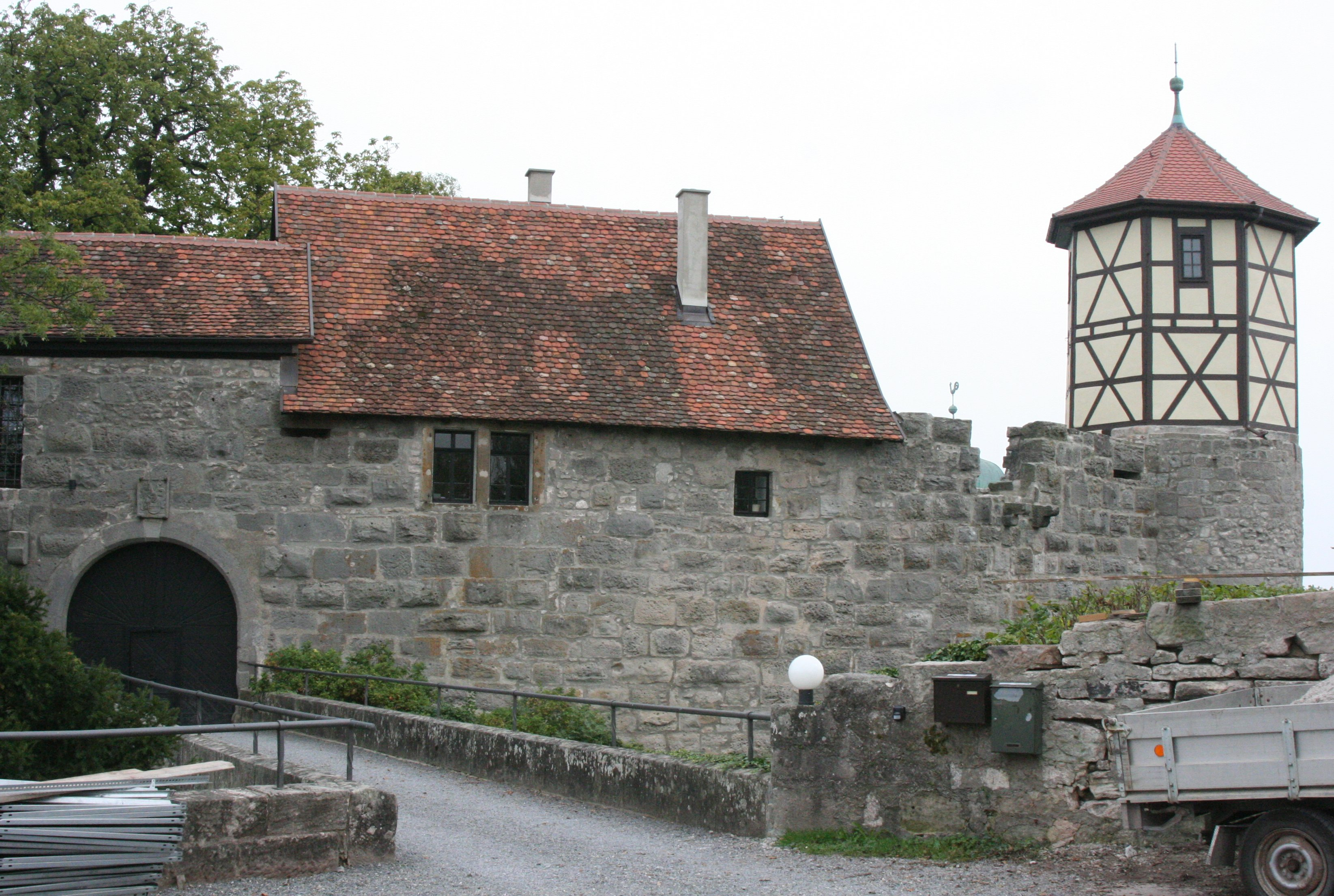
Der Hauptzugang zur Burg, einst eine Hängebrücke

Die Burg Maienfels ist eine Höhenburg auf einem Bergvorsprung über dem Brettachtal. Sie liegt im gleichnamigen Teilort Maienfels der Gemeinde Wüstenrot im Landkreis Heilbronn in Baden-Württemberg.

## Geschichte
Bauteilfunde lassen darauf schließen, dass mit der Errichtung der Burg Maienfels zwischen 1230 und 1250 begonnen wurde. Die Anlage der Burg erscheint erstmals 1302 als Sitz einer Seitenlinie der Herren von Neudeck, die sich später von Maienfels nannten. Die Angehörigen dieses Ministerialengeschlecht standen im Dienst der Hohenlohe und unterhielten enge Beziehungen zu den Staufern. Ende des 14. Jahrhunderts verkauften die Neudeck die Burg an die Hohenlohe.
Mit dem 1426 ausgehandelten Burgfriedensvertrag wurde die Burg zum Ganerbenbesitz und Kunkellehen der Herren von Urbach, von Venningen, von Sickingen und von Weiler. Die Burgbesitzer galten als Gegner der umliegenden Reichsstädte, und es kam immer wieder zu Konflikten mit diesen. Die unter der Führung von Hall vereinigten Reichsstädte belagerten deshalb die Burg im Jahr 1441 über drei Monate und schleiften einen beträchtlichen Teil der Anlage. Nachdem Weinsberg zur Pfalz kam, bauten die neuen, teils über die weiblichen Linien der bisherigen Burgbesitzer in den Ganerbenbesitz gekommenen Familien der Schott von Schottenstein, Rauch von Winnenden, von Gültlingen, von Remchingen, von Freyberg und von Vellberg die Burg wieder auf. 1464 trugen sie die Burg dem Pfalzgrafen zu Lehen auf, um durch ihn gegen die Reichsstädte geschützt zu sein. Alle sechs Familien wohnten in der Burg, so dass Erweiterungen innerhalb der Burgmauern notwendig wurden um sie als Ganerbenburg zu nutzen. Diese Lehensherrschaft kam 1504 nach der Eroberung von Weinsberg durch Ulrich von Württemberg an Württemberg.
Eberhard von Gemmingen († 1501) heiratete 1492 Magdalena von Adelsheim († 1516), die nach dem Tod ihrer Brüder Besitz an einem Drittel der Ganerbenschaft Maienfels erlangte. Ein weiteres Drittel erhielten die Herren von Gemmingen über die Hochzeit von Eberhards Urenkel Bernolph († 1609) mit Anna von Grumbach († 1607). Das letzte Drittel war im Besitz der Herren von Weiler, bis es die Gemmingen im 18. Jahrhundert auch noch erwerben konnten. Der Unterzweig Gemmingen-Maienfels starb mit Karl August Wilhelm von Gemmingen (1740–1799) im Mannesstamm aus und die Burg ging an die Linie Gemmingen-Hornberg, die die Burg nicht mehr zu Wohnzwecken nutzte. Erst nach einer Sanierung im Jahr 1930 wurde die Burg von Hans Dieter von Gemmingen (1902–1944) und seiner Frau Martha (1902–1980) wieder bewohnt. Martha lebte bis an ihr Lebensende auf der Burg und auch ihre Urne wurde dort bestattet.
Am 6. Februar 1961 ereignete sich ein Felsrutsch, bei dem Teile des Burgbergmassivs auf den darunter liegenden Ort Maienfels rutschten und einige Schäden verursachten.
Nach Marthas Tod kam Burg Maienfels an ihren Schwager Weiprecht von Gemmingen (1916–1987), der das 1811 von Maienfels aus gegründete Forsthaus Kreuzle bewohnte. Seit 1985 ist dessen Sohn Udo von Gemmingen (* 1941) Burgherr auf Maienfels. 1997 gründete er die Stiftung Burg Maienfels zum Erhalt des Bauwerks. Seitdem wurden die staufische Burgmauer und der Fachwerkturm restauriert, verschiedene Gebäude neu eingedeckt und Vorburg sowie Marstall neu hergerichtet. Im Innenhof der Burg finden seitdem gelegentlich Konzerte statt, der Marstall bietet die Kulisse für Hochzeitsfeiern. Die Burg wurde von der Denkmalstiftung Baden-Württemberg zum Denkmal des Monats November 2007 ernannt. Udo von Gemmingen erhielt 2011 anlässlich seines 70. Geburtstags die Ehrenmedaille der Gemeinde Wüstenrot.

## Anlage
Burg Maienfels gilt als Abschnittsburg, bei der nur eine Seite geschützt werden muss, die anderen Seiten sind durch Steilabfälle gesichert. Von der Burg sind ein Hauptgebäude, die Befestigungsanlagen und ein Turm erhalten. Von der Ursubstanz aus dem Hochmittelalter sind der Wehrgang und ein Abwurferker an der Ringmauer über der Pforte zur Kirche erhalten.
Die Burg befindet sich bis heute in Familienbesitz der Herren von Gemmingen, die 1997 die gemeinnützige Stiftung Burg Maienfels zum Unterhalt der nach wie vor zu Wohnzwecken genutzten Anlage gegründet haben. Die Burg ist ein beliebtes Ausflugsziel und kann nach Vereinbarung besichtigt werden.
Unterhalb der Burgmauern befindet sich die evangelische Pfarrkirche von Maienfels, der Ort ist als Burgweiler entstanden. Wohnhäuser und eine enge Straße drücken sich an die Burgmauern, der ehemalige Burggraben ist heute teilweise von Wohnhäusern überbaut.
Der Eckturm der Burg ist mit einem Fachwerkaufsatz versehen. Darin befanden sich lange Zeit die Glocken der unterhalb liegenden evangelischen Kirche, die erst um 1920 ihren heutigen Turm erhielt.

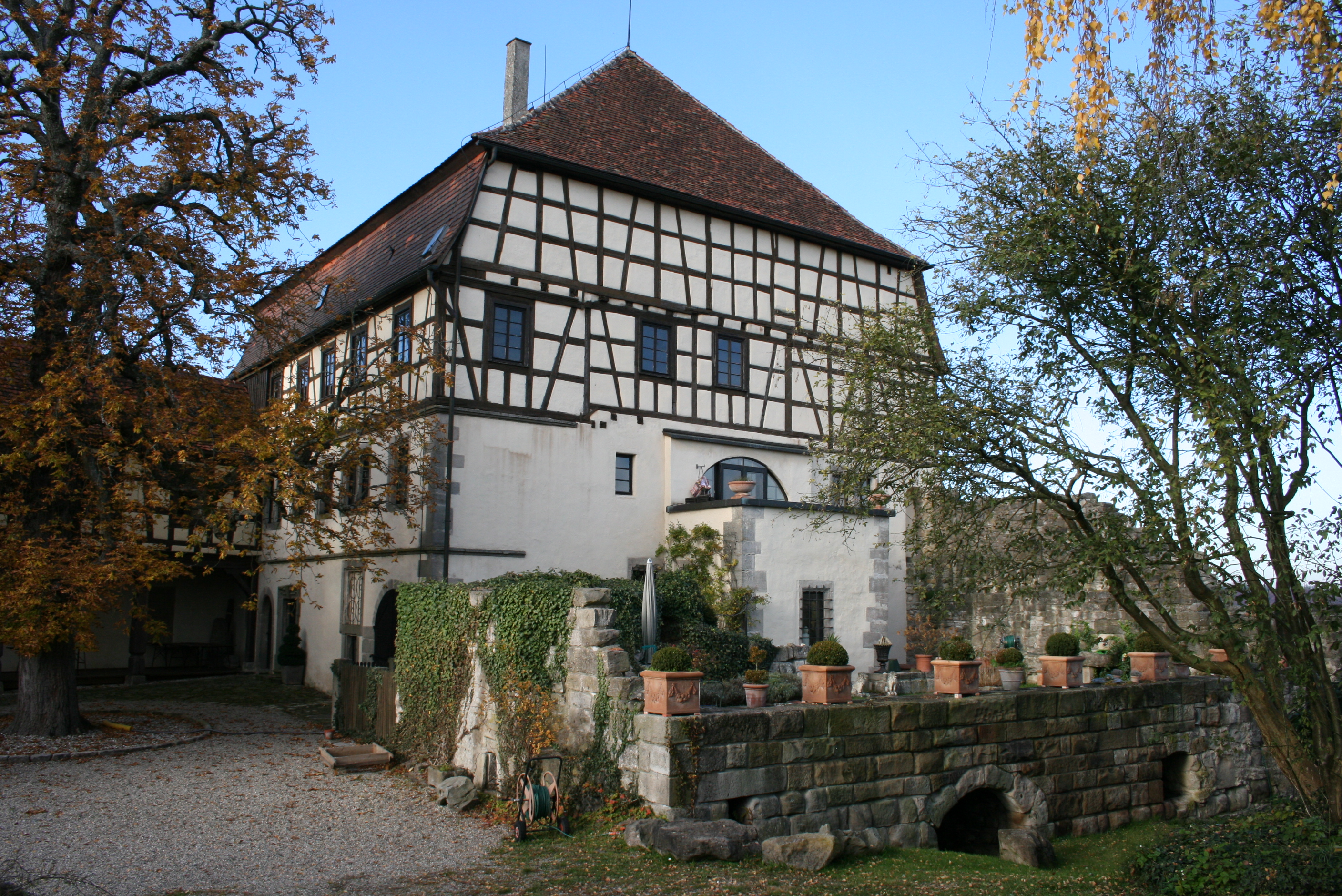
Der Gemmingen’sche Palas
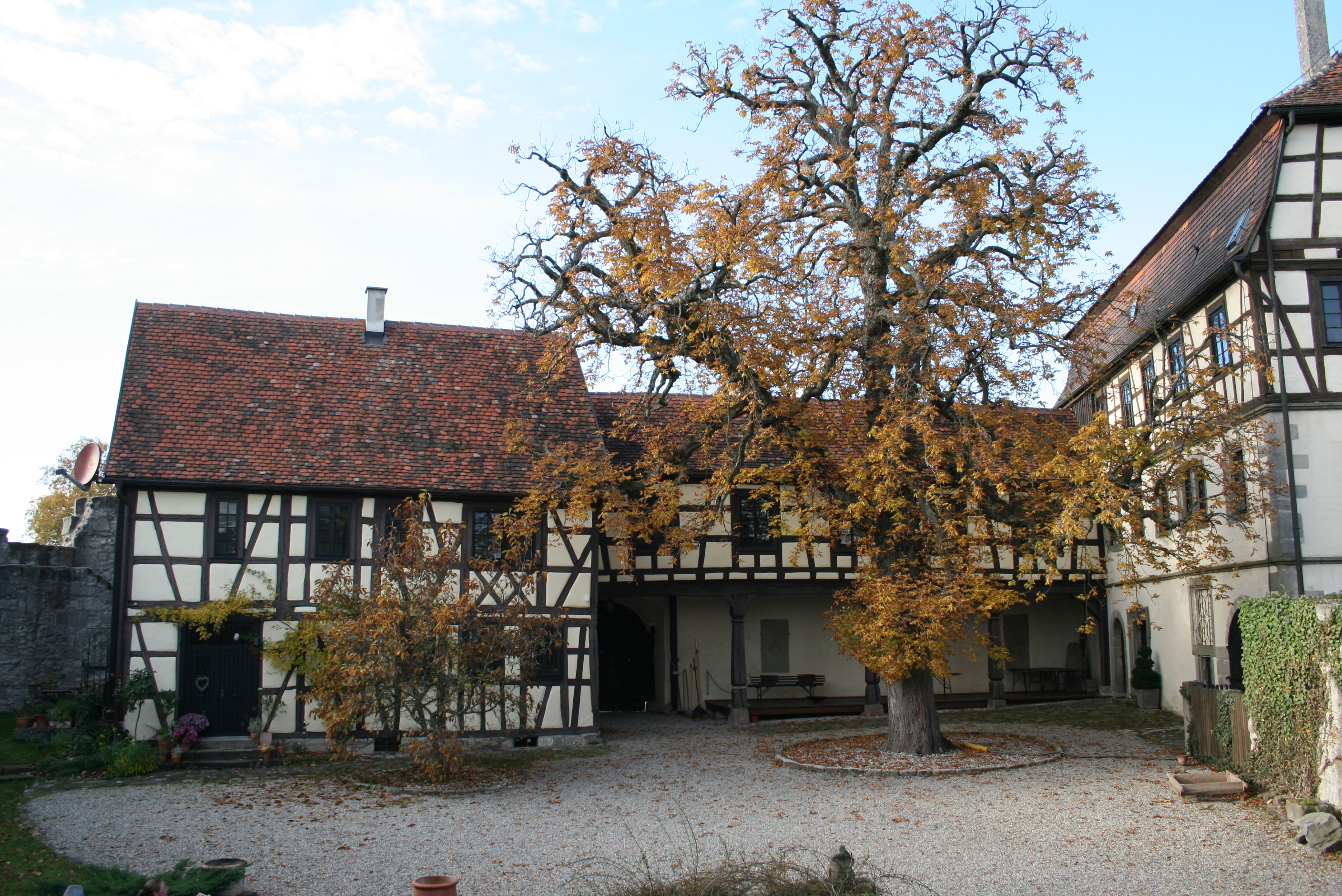
Der Innenhof der Hauptburg
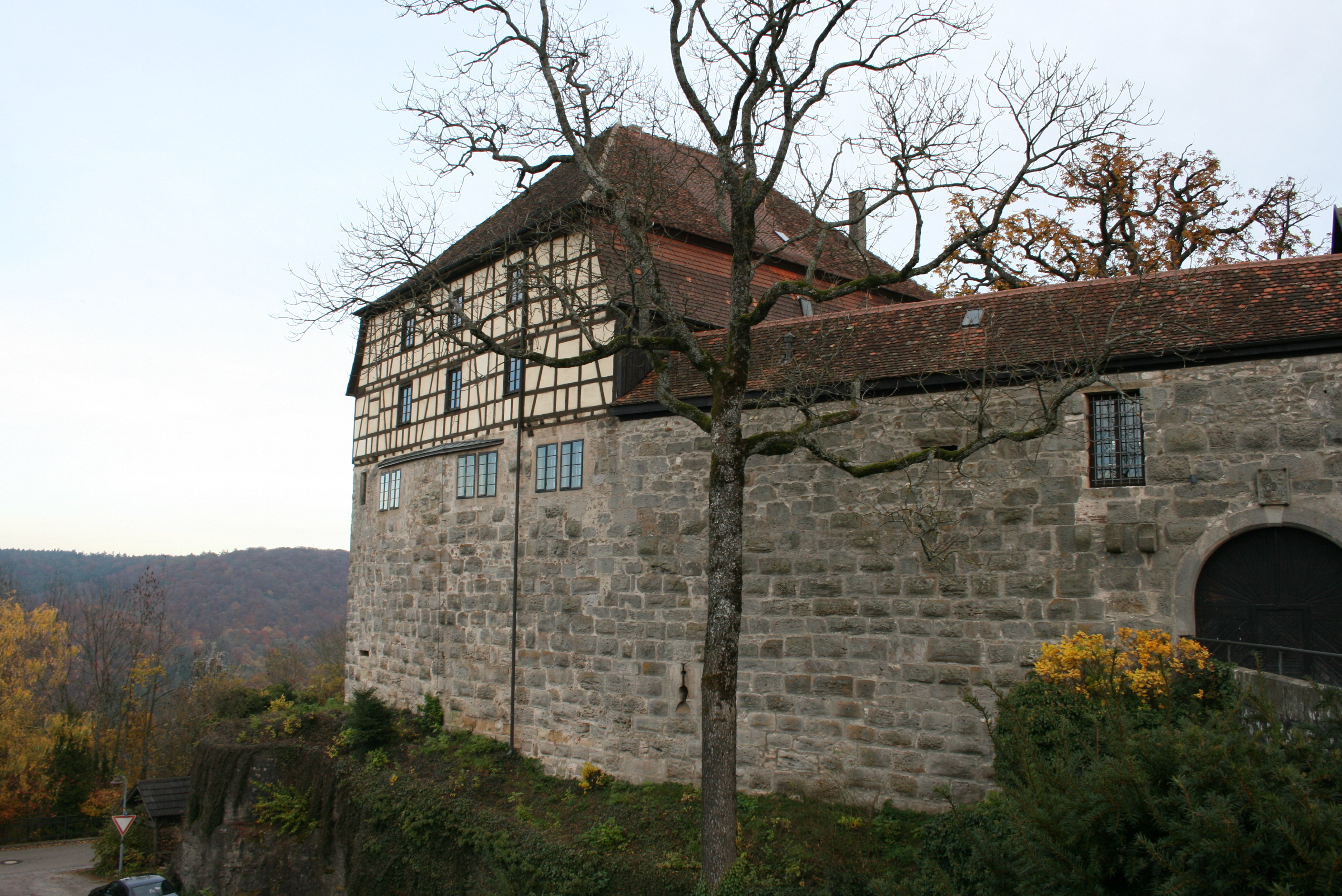
Grabenseite vom Tor zum Nordeck, Wohnbau (Gemmingen’scher Palas)
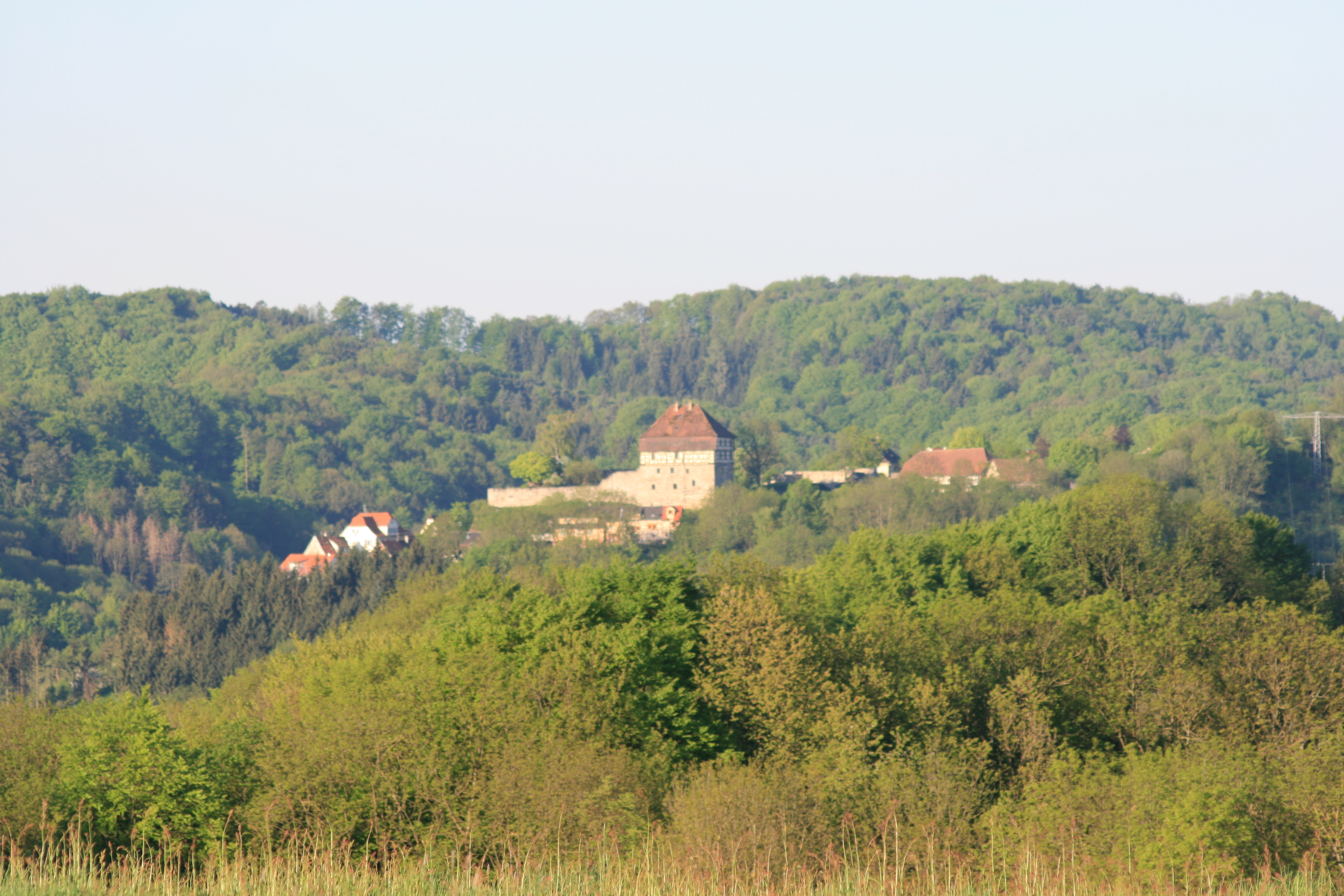
Maienfels, von Gleichen aus gesehen
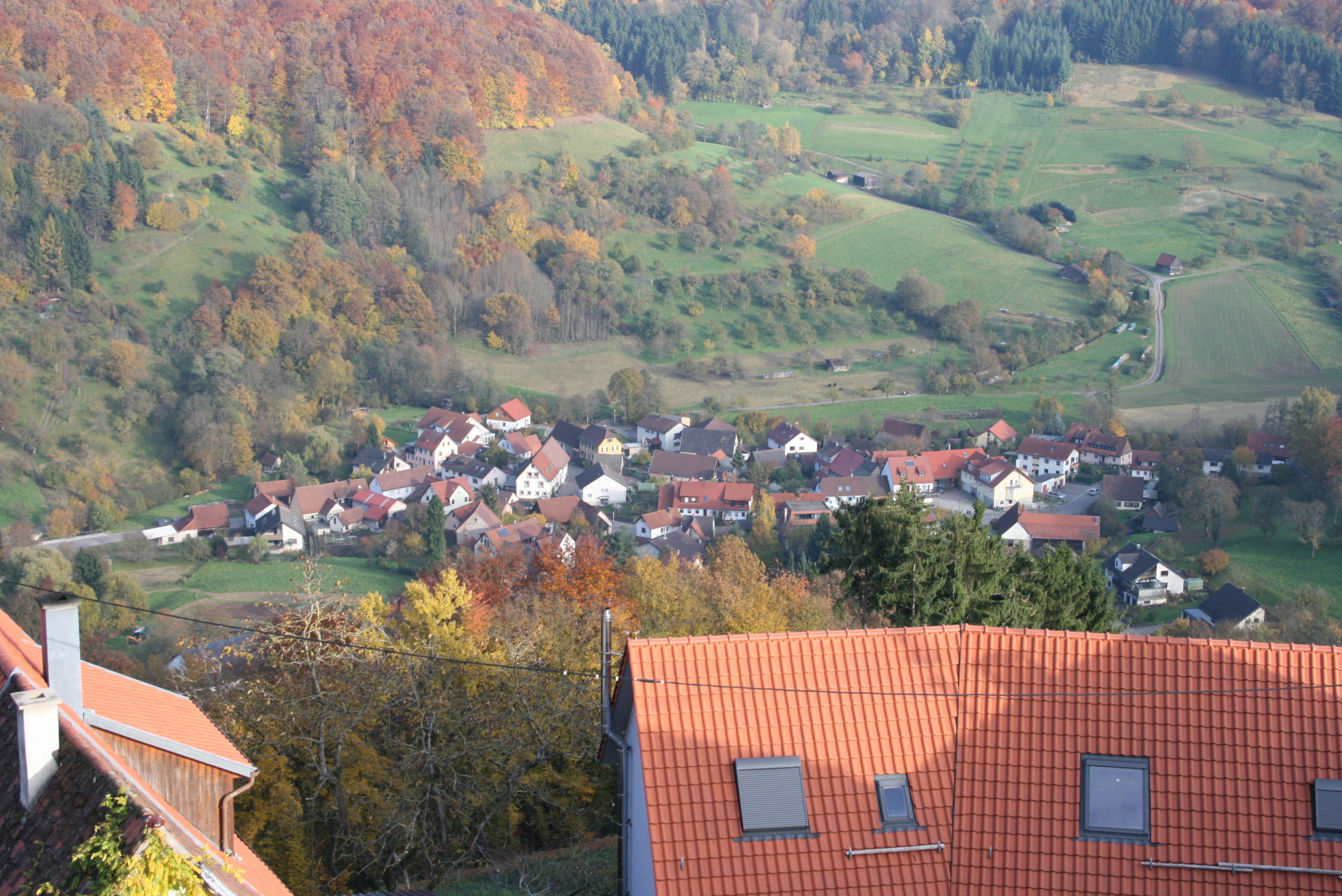
Blick nach Brettach von Burg Maienfels